# Mosze Szamir
Mosze Szamir (hebr.: משה שמיר, ang.: Moshe Shamir, ur. 15 września 1921 w Safedzie, zm. 21 sierpnia 2004) – izraelski pisarz i polityk, w latach 1977–1981 poseł do Knesetu z listy Likudu.
W wyborach parlamentarnych w 1977, które pierwszy raz w historii kraju przyniosły zwycięstwo prawicy, dostał się do izraelskiego parlamentu. Zasiadał tylko w Knesecie IX kadencji.